# A Naprendszer keletkezése és története

A Naprendszer felépítése

A Naprendszer története az a folyamat, amely mintegy 4,6 milliárd évvel ezelőtt kezdődött: létrejött a Nap és körülötte az égitestek, és nagyjából kialakult a jelenlegi állapot és elrendezés.

## A bolygók keletkezésének folyamata porszemcséktől égitestekig (mechanikai kép)
A Naprendszer bolygóinak összeállása cigarettafüsthöz hasonló finom porszemcsékből indult, amelyek fokozatosan milliméteres, centiméteres, majd méteres, végül néhány kilométeres) anyagcsomókká, planetezimálokká álltak össze. Ezek kis sebességgel történt rugalmatlan ütközése, egymáshoz tapadása hozta létre a 100-1000 kilométeres méretű bolygócsírákat, amelyekbe további planetezimálok ütközve bolygóembriókká nőttek. További növekedésük következményeként több száz test keringett a Naprendszerben, amelyek végül egymásba csapódva létrehozták a ma is létező nyolc nagybolygót.
A koronggá lapuló szoláris ködben összetapadó ásványszemcsék, majd a belőlük halmozódó kis testek, végül a nagyobb méretű planetezimálok mindvégig a „begyulladó” Ősnap körül keringtek. Az ütközések során, a sebességüktől és a méretüktől függően összeálltak vagy szétdarabolódtak. A kisebb égitestek számának felezési ideje (half life) (ami az az időtartam, amíg a planetezimálok felét a nagyobb méretűek „besöprik”) a Naprendszer keletkezésének kezdeti időszakában 10–30 millió évre tehető. Néhány tízmillió év alatt több száz darab 100–1000 km-es nagyságrendű bolygócsíra állt össze belőlük, amelyek ezután további ütközésekkel létrehozták a bolygóembriókat (proto-égitesteket), majd a mai bolygókat.

### A kőzetbolygók
A belső Naprendszerben (a Naphoz 4 CsE-nél közelebb) az illékony vegyületek (víz, szén-dioxid) nem jelenhettek meg ásványos anyagként, hanem csak a külső Naprendszerben formáltak ásványszemcséket. A belső bolygók a magas hőmérséklettel egyensúlyban lévő szilikátokból halmozódtak föl. Ezért ezek a bolygók elsősorban - az Univerzumban egyébként viszonylag ritka - fémekből és szilikátokból állnak. E folyamatnak részletes leírását lásd az Ásványövek a Naprendszerben című fejezetben.
A Föld-Hold rendszer valószínűleg két, közel egyező pályán keringő kisebb bolygótest ütközéséből jött létre: a Nap-Föld rendszer L4 vagy L5 Lagrange-pontjában egy kisebb, Mars méretű bolygó jött létre (Theia), és ez, instabil egyensúlyi helyzetéből kimozdulva idővel viszonylag kis sebességgel, érintőlegesen a Földnek ütközött. A földköpeny egy része leszakadt, és a Föld körül keringve egy gyűrűt hozott létre. A két bolygó magja a planetáris differenciálódás során egyesült, ez lett a mai Föld magja, a két bolygó kérgének és köpenyének leszakadt részeiből állt össze idővel a Hold.

### Az óriásbolygók
A jégvonalon kívül, ahol a vízjég már kristályokban van jelen a Nap körül, a növekvő óriásbolygók a szilárd ásványszemcséket és a jégrészecskéket is begyűjthették, ezért sokkal nagyobbra nőhettek, mint a belső bolygók. Hasonló anyagból keletkezett az Uránusz és a Neptunusz is. De ez a két bolygótest már olyan messze vannak a Naptól, hogy a feltételezések (számítások) szerint, keletkezésük a jelenlegi helyükön több százmillió évet vett volna igénybe. Ez alatt az idő alatt a fiatal Nap a jelenleginél sokkal erősebb napszele jelentős mértékben megritkította a bolygókeletkezéshez fel nem használt anyagot. Ennek alapján egyes kutatók feltételezik, hogy az Uránusz és a Neptunusz mai helyzeténél beljebb, a Szaturnuszhoz közelebb keletkezhetett, és később távolodott el jelenlegi helyére.

## Korai intenzív bombázás
Miután a bolygók felszíne megszilárdult (a Hold esetében 4,42 milliárd éve), már megőrizhették a becsapódások nyomait. A Hold felszínére nézve látható, hogy egyes területeken több kráter található (felföld, terra), míg másokon kevés (holdtenger, mare). Kellett lennie egy időpontnak, ami óta nincs olyan sok becsapódás, mint korábban. A holdkőzeteken végzett radiometrikus kormeghatározás alapján a kevéssé kráterezett mare területek is igen idősnek bizonyultak, ami azt mutatja, hogy a becsapódások száma már korán lecsökkent.
A korai sok becsapódás időszakát a korai intenzív bombázás korának (early intense bombardment – EIB, early heavy bombardment) nevezik.

### Nyomai a Holdon
A Hold esetében az Apollo-expedíciók által hozott holdkőzeteken, elsősorban az olvadékbreccsákon végzett radiometrikus kormeghatározás alapján a következő holdi kronológiát állították fel:
3,95 milliárd éve a mainál nagyobb volt a becsapódások gyakorisága. A holdi medencék pereméről és a felföldekről begyűjtött becsapódási (impakt) breccsák kora 3,85–3,95 milliárd év. (A fiatal, kevéssé kráterezett felszínt alkotó mare bazaltok kora többségében 3,2–3,9 milliárd év.) Néhány holdi breccsa ezeknél is fiatalabb, idősebbet azonban nem találtak. A 3,95 milliárd évnél korábbi (pre-nektári) időszak becsapódási gyakorisága nem ismert, de egyes modellszámítások szerint a nektárinál nagyobb lehetett.
A kezdeti becsapódási gyakoriságot magyarázó két fő modell a következő:

#### A folyamatosan csökkenő fluxus
A folyamatosan csökkenő fluxus (declining flux) modell szerint 3,95 milliárd évnél korábban is nagyszámú, lassan csökkenő gyakoriságú becsapódás volt, ezeknek azonban az Apollo-mintákban csak 3,95 milliárd évvel ezelőttől van nyoma. Ebből a nagyon korai időszakból csak néhány nagyméretű topográfiai medence ismert, azok telítettségig borítottak újabb kráterekkel. Nem feltétlenül szükséges katasztrófával magyarázni, hogy ebből a 3,95 milliárd évnél korábbi időszakból más nyom nem maradt fenn. Az igen intenzív „korai bombázás” ugyanis többször „átforgatta” (és részben megolvasztotta, vagy el is párologtatta) a regolitot. A folyamat során évmilliók alatt jött létre a holdi megaregolit (törmelék- és porréteg). Ezért nem találhatók a felszínen idősebb kőzetek (olvadékok), bár lehetnek a megaregolit mélyebb rétegeiben. Amint a bolygókeletkezés törmelékanyagát a keletkező bolygók fokozatosan "besöpörték", a bombázás intenzitása lassan csökkent. Egyes 3,95 milliárd évnél fiatalabb kőzetek már megmaradtak, és a felszínről sem forgatódtak bele a mélyebb rétegekbe.
Ha a becsapódások gyakorisága és a regolit-keletkezési intenzitás arányosan változik, a mai becsapódási gyakoriság milliószorosa 3 km regolitot termel 1 millió évente a Holdon. Ezt az értéket feltételezi a modell a 4 milliárd évnél korábbi időszakra.

#### A késői kataklizma
A késői kataklizma (spike) modell szerint a nagyszámú ősi becsapódás kora után a becsapódások száma gyorsan csökkent: a Hold környezete hamar “kitisztult”, és több százmillió éven keresztül már viszonylag alacsony volt a becsapódási gyakoriság.
A Holdon 3,85–3,95 milliárd évvel ezelőtt ugrásszerűen megnőtt a nagy becsapódások száma. A korai becsapódások nyomai ezen kataklizma („cataclysmic event”, „terminal lunar cataclysm”) során tűntek el.

## Késői nagy bombázás
A 3,95–3,85 milliárd évvel ezelőtti, „bolygófejlődést lezáró” kataklizmának a „késői nagy bombázás” (Late Heavy Bombardment – LHB, Terminal Bombardment) nevet adták. A késői nagy bombázást a csillagászok szerint az Uránusz és a Neptunusz bolygó pályájának jelentős módosulása okozta, amiket a Jupiter és a Szaturnusz gravitációs hatásai váltottak ki. Ezáltal a két bolygó eltávolodott korábbi keringési pályájáról és arra a pályára álltak, amelyen jelenleg is keringenek a Nap körül. Miközben a Naptól távolodtak, áthaladtak a Kuiper-övön és számos jég- és kőzettartalmú apró testtel ütköztek. A Kuiper-öv felbolydulása miatt rengeteg jeges test lökődött ki a belső Naprendszer felé, amelyek a kőzetbolygókba, így a Földbe is becsapódtak.
4 milliárd éve a földi becsapódások esetleg többször is elpárologtathatták a kialakuló óceánok vízét, és kipusztíthatták a talán már 4,2 milliárd év óta többször is kialakult, maitól esetleg eltérő életet.
Számítógépes szimulációk eredményei viszont azt mutatják, hogy a bombázás legintenzívebb időszakában is a földkéreg maximum 25%-a volt olvadt, és védett helyeken a hőkedvelő mikroorganizmusok fennmaradhattak. Erre utalhat az, hogy a nagy bombázás időszakának lezárulta (a becsapódási gyakoriság jelentős csökkenése) után gyakorlatilag rögtön megjelent az élet: a késői nagy bombázás 3,85 milliárd évvel ezelőtti vége után mindössze 20 millió évvel, 3,83 milliárd évvel ezelőttről már maradtak fenn fosszíliák.
A Holdon a becsapódások nyomán a korábban már megszilárdult kőzetanyag újraolvadt, és létrejöttek a nagy medencék, amelyek kora az Apollo-minták alapján 3,85–3,95 milliárd év. A legidősebb impakt breccsákban lévő olvadékok kora 3,95 milliárd év, azaz korábbi olvadékkeletkezésnek (becsapódásoknak) nincs kőzettani bizonyítéka. A legfiatalabb medence az Orientale (3,8 milliárd év).

### A késői bombázás nyomai a Marson is megtalálhatók
Az elmúlt évtizedben a Mars Global Surveyor MOLA műszerének adatai alapján számos új körkörös medencét fedeztek föl a Marson. Elsősorban R. Frey munkássága nyomán tárult föl az a kép a kutatók előtt, hogy a nagy körkörös becsapódási medencék száma a Marson is felületarányosan több, mint amit eddig ismertek. A nagyobb számú medence alapján az égitest felszínére kapott kráterkor a holdi 3,8-3,9 milliárd éves korszakkal egybeesik. Ennek alapján ma már azt állíthatjuk, hogy a késői bombázás nyomai a Marson is megtalálhatók.

## A késői nagy bombázás utáni időszak
A lassan gyarapodó szárazföldeket később is számos kráter borította. Valószínűleg a nagy bombázás őspajzsokat ért kráterei sokáig a felszínen látszottak, amíg be nem temette őket az üledék vagy a lávafolyások. A nagyszámú ősi krátert ma esetleg kidobott törmeléktakarójuk nyomai alapján lehet megtalálni az archaikumi geológiai mintákban.
A Hold esetében a medencék képződése hirtelen, 3,8 milliárd éve ért véget. Azóta igen kevés (nagy) becsapódási esemény történik, ezért ma már „friss” felületekként tűnnek fel ezek a 3 milliárd éves felszínek is. A bolygófelszínekre ma a korai időszak „maradéka” illetve az újabb ütközések nyomán keletkezett szilánkok csapódnak be. A kráterkeletkezés a Holdon az utóbbi körülbelül 2,5–3 milliárd évben nagyjából azonos intenzitású. Kérdés, hogy ez-e a helyzet a Naprendszer más területein is. Abszolút kormeghatározási adatok csak a Holdról állnak rendelkezésre, más égitestekre csak a Hold esetéből lehet extrapolálni. Ennek alapján hasonló (3,85–3,95 milliárd éves) korúra teszik a Mars és külső Naprendszer]] holdjain látható nagyobb medencék keletkezését is, ezek azonban radiometrikus kormeghatározás hiányában bizonytalan becslések. Az bizonyos, hogy mind a belső, mind a külső Naprendszerben a legnagyobb becsapódásos medencék az égitestfejlődés korai időszakából származnak.
A korai és késői bombázás kifejezései a korábbi irodalomban szinonimaként is előfordul.
A Földön, akárcsak a többi égitesten, a kéreg megszilárdulása után valószínűleg kráterek borították a felszínt. A Föld (és valószínűleg a Vénusz, részben talán a Mars) korai légkörében lévő vizet a külső Naprendszerből származó, jégben gazdag planetezimálok (üstökösök, kisbolygók) szállíthatták a Földre. Az ilyen égitestek korábban, a Föld összeállásakor a Föld alapanyagában is növelhették a víztartalmat, mely később kigőzölöghetett a légkörbe. Az archaikumban a kontinensek ősterületeinek kialakulása előtt a globális vízóceánból a szigetív-vulkanizmus területén és talán a nagyobb kráterek sáncán találhattunk volna csak kiemelkedő szárazföldeket. Lehetséges ugyanakkor, hogy éppen a nagy becsapódások hoztak létre olyan kéreg-inhomogenitásokat, melyek segítettek a kontinensek kialakulásában.
A Naprendszerben, bár napjainkra többé-kevésbé stabillá vált, a jövőben sem lehet kizárni bolygók összeütközését. Az elkövetkező 3 milliárd évben 1% rá esély, hogy a Jupiter annyira elnyújtsa a Merkúr pályáját, hogy az megzavarja a Vénusz, a Föld és a Mars pályáját, ezzel a Mars vagy a Vénusz Földnek ütközését idézheti elő.